# Lista över vulkaner i Guatemala
Detta är en lista över aktiva, vilande och utdöda vulkaner i Guatemala.
| Namn                      | Höjd (m) | Höjd (ft) | Koordinater                                   | Senaste utbrott  |
| Acatenango                | 3976     | 13 044    | 14°30′02″N 90°52′33″V / 14.50056°N 90.87583°V | 1972             |
| Agua                      | 3760     | 12 336    | 14°27′53″N 90°44′35″V / 14.46472°N 90.74306°V | Holocen          |
| Almolonga                 | 3197     | 10 489    | 14°49′00″N 91°29′00″V / 14.81667°N 91.48333°V | 1818             |
| Atitlán                   | 3535     | 11 598    | 14°34′58″N 91°11′11″V / 14.58278°N 91.18639°V | 1853             |
| Chingo                    | 1775     | 5823      | 14°07′00″N 89°44′00″V / 14.11667°N 89.73333°V | Holocen          |
| Cerro Santiago            | 1192     | 3911      | 14°20′00″N 89°52′00″V / 14.33333°N 89.86667°V | Holocen          |
| Cerro de Oro              | 1892     | 6207      | 14°39′50″N 91°10′41″V / 14.66389°N 91.17806°V | -                |
| Chicabal                  | 2900     | 9514      | 14°47′00″N 91°40′00″V / 14.78333°N 91.66667°V | -                |
| Chiquimula Volcanic Field | 1192     | 3911      | 14°50′00″N 89°33′00″V / 14.83333°N 89.55000°V | Holocen          |
| Coxóm                     | 3045     | 10 007    | 14°53′15″N 91°23′52″V / 14.88750°N 91.39778°V |                  |
| Cuilapa-Barbarena         | 1454     | 4770      | 14°20′00″N 90°24′00″V / 14.33333°N 90.40000°V | Holocen          |
| Flores                    | 1600     | 5249      | 14°18′28″N 89°59′32″V / 14.30778°N 89.99222°V | Holocen          |
| Fuego                     | 3763     | 12 346    | 14°28′22″N 90°52′49″V / 14.47278°N 90.88028°V | 2011             |
| Ipala                     | 1650     | 5413      | 14°33′00″N 89°38′00″V / 14.55000°N 89.63333°V | Holocen          |
| Ixtepeque                 | 1292     | 4239      | 14°25′00″N 89°41′00″V / 14.41667°N 89.68333°V | Holocen          |
| Jumaytepeque              | 1815     | 5955      | 14°20′08″N 90°16′10″V / 14.33556°N 90.26944°V | Holocen          |
| Moyuta                    | 1662     | 5453      | 14°02′00″N 90°06′00″V / 14.03333°N 90.10000°V | -                |
| Pacaya                    | 2552     | 8373      | 14°22′51″N 90°36′04″V / 14.38083°N 90.60111°V | 2011             |
| Quezaltepeque             | 1200     | 3937      | 14°34′00″N 89°27′00″V / 14.56667°N 89.45000°V | Holocen          |
| San Pedro                 | 3020     | 9908      | 14°39′21″N 91°15′57″V / 14.65583°N 91.26583°V | -                |
| Santa María               | 3772     | 12,375    | 14°45′21″N 91°33′06″V / 14.75583°N 91.55167°V | 2011             |
| Santo Tomas               | 3542     | 11 621    | 14°42′37″N 91°28′43″V / 14.71028°N 91.47861°V | 84 000 år sedan  |
| Siete Orejas              | 3370     | 11 060    | 14°48′53″N 91°37′04″V / 14.81472°N 91.61778°V | -                |
| Suchitán                  | 2042     | 6699      | 14°24′00″N 89°47′00″V / 14.40000°N 89.78333°V | 1469             |
| Tacaná                    | 4060     | 13 320    | 15°07′48″N 92°06′45″V / 15.13000°N 92.11250°V | 1986             |
| Tahual                    | 1716     | 5630      | 14°26′00″N 89°54′00″V / 14.43333°N 89.90000°V | Holocen          |
| Tajumulco                 | 4220     | 13 845    | 15°02′04″N 91°54′12″V / 15.03444°N 91.90333°V | 1863             |
| Tecuamburro               | 1845     | 6053      | 14°09′22″N 90°24′25″V / 14.15611°N 90.40694°V | 960 f.Kr ± 75 år |
| Tolimán                   | 3158     | 10 361    | 14°36′45″N 91°11′21″V / 14.61250°N 91.18917°V | Holocen          |